# Klešťanky

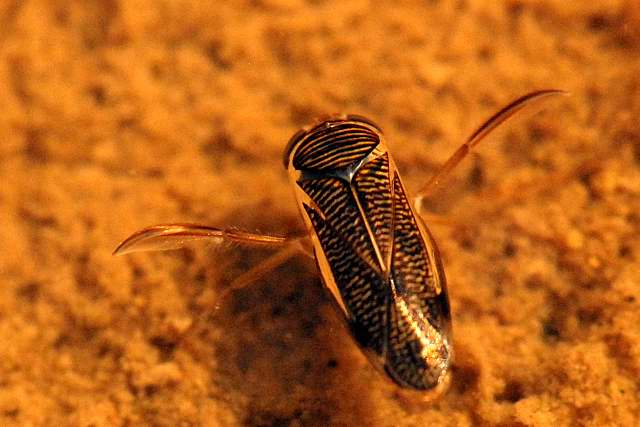
Hesperocorixa castanea

Klešťanky jsou vodní živočichové, kteří měří podle druhu od 7 mm do 25 mm. Všechny patří do čeledi klešťankovitých (Corixidae). Na první pohled mohou připomínat znakoplavky nebo člunovky, ale po pečlivějším prozkoumání jsou velmi těžko zaměnitelné. Většina klešťanek má pouze latinský název, české označení je známé jen u několika druhů.

## Výskyt
Klešťanky můžeme najít hlavně v rybnících, jezírkách a mírně tekoucích vodách, ve vesnických nádržích. Charakter výskytu je hlavním rozlišovacím znakem mezi jinak těžko rozeznatelnými druhy klešťanek. Obecně ale lze říci, že je najdeme na mělčinách, ukryté mezi rostlinami.

## Druhy
Klešťanka nejmenší (Micronecta minutissima) dosahuje délky 2-2,5 cm. Jedná se o všeobecně rozšířený druh, který se vyskytuje v mělkých, pomalu tekoucích vodách nebo na dně rybníků a jezírek. Její hledání může usnadnit slabé cvrkání, které vydávají hlavně samci v době páření tzv. stridulačním orgánem.
Cymatia coleoptrata je jeden ze zástupců, kteří nemají české druhové označení, v knihách většinou najdete jen označení "klešťanka". Patří k větším zástupcům čeledi Corixidae, jelikož dosahuje velikosti 3,5-4,5 cm. Žije v mělkých pomalu tekoucích vodách či v rybnících a jezírkách, kde vyhledává úkryty mezi kořeny vodních rostlin.
Klešťanka velká (Corixa punctata) patří do rodu Corixa a představuje nejznámějšího zástupce tohoto rodu. Paradoxně dosahuje délky pouhých 11 mm. Vyskytuje se ve stojatých a mírně tekoucích vodách, kde se buď přichytávají na rostliny nebo žijí přisedlé na dně. Velmi dobře plavou pomocí zadních nohou opatřenými brvami. Mají stridulační orgán, kterým vydávají jemné zvuky, čehož využívají samci k vábení samiček. Na podzim se shlukují do velkých skupin a v těchto koloniích přečkávají zimu.
Callicorixa praeusta patří k nejmenším klešťankám, jelikož dosahuje délky pouhých 7,5 mm. Vyskytuje se poměrně hojně ve stojatých vodách v nížinách a na podhůří, daří se jim dobře ale i v blízkosti lidských obydlí a vesnických jezírkách. Imaga (dospělce) tu můžeme nalézt po celý rok.